# São Francisco do Conde
São Francisco do Conde è un comune del Brasile nello Stato di Bahia, parte della mesoregione Metropolitana de Salvador e della microregione di Salvador.
Fa parte della Regione Metropolitana di Salvador.